# Kengo Nakamura (Fußballspieler, 1980)
Kengo Nakamura (jap. 中村 憲剛, Nakamura Kengo; * 31. Oktober 1980 in Kodaira) ist ein japanischer Fußballspieler.

## Karriere

### Verein
Nakamura feierte sein Profidebüt 2003 in den Reihen von Kawasaki Frontale, das damals tief in der zweiten japanischen Liga feststeckte. In der folgenden Saison schaffte der defensive Mittelfeldspieler mit einem runderneuerten Frontale den Aufstieg in die erste Liga, wo der Klub noch heute anzutreffen ist. Kawasaki beeindruckt inzwischen mit regelmäßigen Teilnahmen an der AFC Champions League und gehört mittlerweile zu den stärksten Klubs der J. League.

## Nationalmannschaft
Seit seinem Debüt am 4. Oktober 2006 ist Kengo Nakamura auch ein entscheidender Spieler in der japanischen Nationalmannschaft. Allerdings hat er eine Weile gebraucht, um aus dem Schatten seines berühmteren Namensvetters Shunsuke Nakamura zu treten, der unter anderem mit einem erfolgreichen Intermezzo beim schottischen Spitzenklub Celtic Glasgow aufwarten kann. Nachdem der talentierte Akteur sich einmal profilieren konnte, hat er sich jedoch kontinuierlich weiterentwickelt. In der erfolgreichen Qualifikation für die Fußball-Weltmeisterschaft 2010 in Südafrika erzielte er in acht Spielen zwei Tore. Auch für die Endrunde wurde er in den japanischen Kader berufen. Allerdings fiel er im Frühjahr 2010 lange wegen eines Kieferbruchs aus. Bis zur WM kam er nicht mehr rechtzeitig in Form und wurde in der Vorrunde nicht eingesetzt. Im Achtelfinale gegen Paraguay wurde er erstmals eingewechselt. Das Spiel endete 0:0 und Japan schied nach Elfmeterschießen aus.

## Spielweise
Der Spielmacher versteht sich ausgezeichnet darauf, das Spiel zu lesen, und zeichnet sich durch seine Intelligenz aus. Mit seiner Fähigkeit, präzise lange Bälle und auch kurze Steilpässe zu spielen, verleiht er dem japanischen Angriff zusätzliche Impulse.

## Erfolge
Kawasaki Frontale
- Yamazaki Nabisco Cup: 2007, 2009 (Finalist)
- J1 League: 2017, 2018, 2020
- Japanischer Fußball-Supercup: 2019
- J. League Cup: 2019
- Emperor’s Cup: 2020

## Auszeichnungen
- J. League Fußballer des Jahres: 2016